# Oberstraße 39 (Darmstadt)
Die Hofreite in der Oberstraße 39 ist ein Bauwerk in Darmstadt-Eberstadt.

## Geschichte und Beschreibung
Die fränkische Hofreite mit dem Fachwerkgebäude wurde im Jahre 1702 erbaut.
An der Giebelseite befindet sich ein reich profiliertes Quergebälk. Bemerkenswert sind auch die künstlerisch gestalteten Eckpfosten; die mit spiraligen Ranken geschmückt sind.
Die Nebengebäude der Hofreite wurden zum Teil verändert.

## Denkmalschutz
Die Hofreite ist aus architektonischen, baukünstlerischen und stadtgeschichtlichen Gründen ein Kulturdenkmal.